# Rhagonycha hesperica
Rhagonycha hesperica é uma espécie de insetos coleópteros polífagos pertencente à família Cantharidae.
A autoridade científica da espécie é Baudi, tendo sido descrita no ano de 1859.
Trata-se de uma espécie presente no território português.